# Az UEFA klublabdarúgásdíjai
Az UEFA klublabdarúgásdíjait az UEFA adja a nemzetközi kupaszezonban nyújtott legkiemelkedőbb teljesítményekért. A díjakat minden év augusztusában osztották ki egy különleges gála keretében Monacóban az UEFA-szuperkupa előtt, 2005 óta a díjátadás az UEFA-bajnokok ligája csoportbeosztásának kisorsolásával együtt zajlik.

## Díj kategóriák

### Az év férfi labdarúgója
Korábban az UEFA-bajnokok ligája Legértékesebb játékosaként volt ismert a cím. 2010 és 2015 között az elnevezése Az év legjobb játékosa Európában volt, míg 2016 óta a díjat Az év férfi labdarúgója néven adják át. 2024-ben a díj megszűnt, miután az UEFA megegyezett az Aranylabda szervezőivel a díj közös átadásában.
| Szezon                           | Játékos            | Csapat            |
| Az év labdarúgója                | Az év labdarúgója  | Az év labdarúgója |
| -------------------------------- | ------------------ | ----------------- |
| 1997–1998                        | Ronaldo            | Internazionale    |
| 1998–1999                        | David Beckham      | Manchester United |
| 1999–2000                        | Fernando Redondo   | Real Madrid       |
| 2000–2001                        | Stefan Effenberg   | Bayern München    |
| 2001–2002                        | Zinédine Zidane    | Real Madrid       |
| 2002–2003                        | Gianluigi Buffon   | Juventus          |
| 2003–2004                        | Deco               | Porto             |
| 2004–2005                        | Steven Gerrard     | Liverpool         |
| 2005–2006                        | Ronaldinho         | Barcelona         |
| 2006–2007                        | Kaká               | AC Milan          |
| 2007–2008                        | Cristiano Ronaldo  | Manchester United |
| 2008–2009                        | Lionel Messi       | Barcelona         |
| 2009–2010                        | Diego Milito       | Internazionale    |
| Az év legjobb játékosa Európában |                    |                   |
| 2010–2011                        | Lionel Messi       | Barcelona         |
| 2011–2012                        | Andrés Iniesta     | Barcelona         |
| 2012–2013                        | Franck Ribéry      | Bayern München    |
| 2013–2014                        | Cristiano Ronaldo  | Real Madrid       |
| 2014–2015                        | Lionel Messi       | Barcelona         |
| 2015–2016                        | Cristiano Ronaldo  | Real Madrid       |
| Az év férfi labdarúgója          |                    |                   |
| 2016–2017                        | Cristiano Ronaldo  | Real Madrid       |
| 2017–2018                        | Luka Modrić        | Real Madrid       |
| 2018–2019                        | Virgil van Dijk    | Liverpool         |
| 2019–2020                        | Robert Lewandowski | Bayern München    |
| 2020–2021                        | Jorginho           | Chelsea           |
| 2021–2022                        | Karim Benzema      | Real Madrid       |
| 2022–2023                        | Erling Haaland     | Manchester City   |

### Legjobb kapus
| Szezon    | Játékos           | Csapat            |
| --------- | ----------------- | ----------------- |
| 1997–1998 | Peter Schmeichel  | Manchester United |
| 1998–1999 | Oliver Kahn       | Bayern München    |
| 1999–2000 | Oliver Kahn       | Bayern München    |
| 2000–2001 | Oliver Kahn       | Bayern München    |
| 2001–2002 | Oliver Kahn       | Bayern München    |
| 2002–2003 | Gianluigi Buffon  | Juventus          |
| 2003–2004 | Vítor Baía        | Porto             |
| 2004–2005 | Petr Čech         | Chelsea           |
| 2005–2006 | Jens Lehmann      | Arsenal           |
| 2006–2007 | Petr Čech         | Chelsea           |
| 2007–2008 | Petr Čech         | Chelsea           |
| 2008–2009 | Edwin van der Sar | Manchester United |
| 2009–2010 | Júlio César       | Internazionale    |

### Legjobb hátvéd
| Szezon    | Játékos          | Csapat            |
| --------- | ---------------- | ----------------- |
| 1997–1998 | Fernando Hierro  | Real Madrid       |
| 1998–1999 | Jaap Stam        | Manchester United |
| 1999–2000 | Jaap Stam        | Manchester United |
| 2000–2001 | Roberto Ayala    | Valencia          |
| 2001–2002 | Roberto Carlos   | Real Madrid       |
| 2002–2003 | Roberto Carlos   | Real Madrid       |
| 2003–2004 | Ricardo Carvalho | Porto             |
| 2004–2005 | John Terry       | Chelsea           |
| 2005–2006 | Carles Puyol     | Barcelona         |
| 2006–2007 | Paolo Maldini    | Milan             |
| 2007–2008 | John Terry       | Chelsea           |
| 2008–2009 | John Terry       | Chelsea           |
| 2009–2010 | Maicon           | Internazionale    |

### Legjobb középpályás
| Szezon    | Játékos          | Csapat            |
| --------- | ---------------- | ----------------- |
| 1997–1998 | Zinédine Zidane  | Juventus          |
| 1998–1999 | David Beckham    | Manchester United |
| 1999–2000 | Gaizka Mendieta  | Valencia          |
| 2000–2001 | Gaizka Mendieta  | Valencia          |
| 2001–2002 | Michael Ballack  | Bayer Leverkusen  |
| 2002–2003 | Pavel Nedvěd     | Juventus          |
| 2003–2004 | Deco             | Porto             |
| 2004–2005 | Kaká             | Milan             |
| 2005–2006 | Deco             | Barcelona         |
| 2006–2007 | Clarence Seedorf | Milan             |
| 2007–2008 | Frank Lampard    | Chelsea           |
| 2008–2009 | Xavi Hernández   | Barcelona         |
| 2009–2010 | Wesley Sneijder  | Internazionale    |

### Legjobb csatár
| Szezon    | Játékos             | Csapat            |
| --------- | ------------------- | ----------------- |
| 1997–1998 | Ronaldo             | Internazionale    |
| 1998–1999 | Andrij Sevcsenko    | Dinamo Kijiv      |
| 1999–2000 | Raúl González       | Real Madrid       |
| 2000–2001 | Raúl González       | Real Madrid       |
| 2001–2002 | Raúl González       | Real Madrid       |
| 2002–2003 | Ruud van Nistelrooy | Manchester United |
| 2003–2004 | Ruud van Nistelrooy | Manchester United |
| 2004–2005 | Ronaldinho          | Barcelona         |
| 2005–2006 | Samuel Eto’o        | Barcelona         |
| 2006–2007 | Kaká                | Milan             |
| 2007–2008 | Cristiano Ronaldo   | Manchester United |
| 2008–2009 | Lionel Messi        | Barcelona         |
| 2009–2010 | Diego Milito        | Internazionale    |

### Az év edzője
| Szezon    | Edző                            | Csapat                  |
| --------- | ------------------------------- | ----------------------- |
| 1997–1998 | Marcello Lippi                  | Juventus                |
| 1998–1999 | Sir Alex Ferguson               | Manchester United       |
| 1999–2000 | Héctor Cúper                    | Valencia                |
| 2000–2001 | Ottmar Hitzfeld                 | Bayern München          |
| 2001–2002 | Vicente del Bosque              | Real Madrid             |
| 2002–2003 | Carlo Ancelotti José Mourinho   | Milan Porto             |
| 2003–2004 | José Mourinho Rafael Benítez    | Porto Valencia          |
| 2004–2005 | Rafael Benítez Valerij Gazzajev | Liverpool CSZKA Moszkva |
| 2005–2006 | Frank Rijkaard Juande Ramos     | Barcelona Sevilla FC    |

Az UEFA a 2005–2006-os szezon óta nem oszt díjat az edzőknek.

## Lásd még
- UEFA-bajnokok ligája
- UEFA-kupa

## Külső hivatkozások
- 2006-os díjak az uefa.com-on
- 2007-es díjak az uefa.com-on
- 2008-as díjak az uefa.com-on